# Vitvingad hackspett
Vitvingad hackspett (Dendrocopos leucopterus) är en centralasiatisk fågel i familjen hackspettar inom ordningen hackspettartade fåglar.

## Kännetecken

### Utseende
Vitvingad hackspett är en 22-23 cm lång svartvit fågel, mycket lik större hackspett som den är nära släkt med, med vita skulderfläckar, röd undergump och hos hanen ett rött band i nacken. Denna art har dock som namnet avslöjar mycket mer vitt i vingarna samt även en större vit fläck på halssidan, även något mindre storlek och kortare, tunnare näbb. Ungfågeln är tydligt beigefärgad undertill, med rosafärgad undergump.

### Läten
Vanligaste lätet återges i engelsk litteratur som "kewk" or "kig". Den trummar även likt större hackspett och har vidare skallrande läten.

## Utbredning och systematik
Vitvingad hackspett förekommer i Centralasien, från Aralsjön österut till södra Kazakstan, norra och västra Kirgizistan (norrut till Balchasjsjön södra spets) och västra Kina (norra Xinjiang till Karamay och Lop Nur). Söderut ses den till sydvästra Turkmenistan (möjligen även nordostligaste Iran och nordöstra Afghanistan i väster och i öster kinesiska Turkestan (södra kanten av Kunlun Shan).

## Systematik
Vitvingad hackspett är systerart till större hackspett (D. major), på lite längre avstånd även nära släkt med sindspett (D. assimilis) och balkanspett (D. syriacus). Den hybridiserar sällsynt med större hackspett där de möts och formen tianshanicus tros vara en hybrid. Den behandlas som monotypisk, det vill säga att den inte delas in i några underarter.

## Levnadssätt
Vitvingad hackspett hittas i låglänta områden flodnära skogslandskap med inslag av poppel och Salix, i saxaul i ökenområden samt i fruktträdgårdar. Den ses också på högre höjder (upp till 2500 meter över havet) i lövskogar med inslag av fruktbärande träd och hassel eller med gran och en. Där större hackspett och vitvingad hackspett möts ses den större högre upp i barrskogar. Födan är okänd, men eftersom den är något mindre och har klenare näbb antas den födosöka i högre grad bland smågrenar än större hackspett.

### Häckning
Vitvingad hackspett hackar ut sitt bo i mjuka träd som poppel eller Salix-träd, en till fem meter ovan mark. Den lägger fyra till sex ägg, ibland sju, från slutet av mars till april.

## Status och hot
Arten har ett stort utbredningsområde, men tros minska i antal, dock inte tillräckligt kraftigt för att den ska betraktas som hotad. Internationella naturvårdsunionen IUCN listar arten som livskraftig (LC).  Världspopulationen har inte uppskattats men den verkar vara vanlig.